# Haraldskær Fabrik
Haraldskær fabrik er et tidligere fabriksanlæg og en bebyggelse ved Vejle Å, beliggende 3 km sydøst for Bredsten og 4 km nord for Ødsted. Bebyggelsen ligger 3 km sydvest for hovedgården Haraldskær i Skibet Sogn, Vejle Kommune.
Fabrikken blev oprindeligt anlagt i 1741 for at udnytte vandkraften syd for åen på Haraldskær Mark. Der blev drevet stampemølle, forskellige former for metalvareindustri og fremstilling af lervarer. I 1757 blev fabrikken flyttet længere op ad åen til Rue Mark. Her blev der fremstillet kobbervarer, leer og søm. Fra 1872 blev der produceret træmasse og papir, men efter en brand i 1922 blev papirfabrikken nedlagt. Fra 1924 fungerede stedet som kraftstation under Bredsten Elektricitetsværk, men den er også nedlagt.

## Haraldskær Fabrik holdeplads
Haraldskær Fabrik fik holdeplads på Vejle-Vandel-Grindsted Jernbane, der blev åbnet til Vandel i 1897 og forlænget til Grindsted i 1914. Banen blev nedlagt i 1957, men stationsbygningen er bevaret på Kærbøllingvej 106, og på banens tracé går Bindeballestien, som er asfalteret fra Vejle til Ravning, hvorfra den fortsætter som grussti næsten til Bindeballe Station.